# Eurovoetbal
Eurovoetbal é uma competição internacional de futebol sub-21, disputada anualmente na cidade de Groningen, nos Países Baixos.
A primeira edição do Eurovoetbal foi realizada em 1977, quando os clubes amadores locais Be Quick 1887, Velocitas 1897 e GRC celebraram, respectivamente, 90, 80 e 75 anos de existência.

## Campeões
| Ano  | Campeão                           | Vice                                |
| ---- | --------------------------------- | ----------------------------------- |
| 1977 | Crystal Palace                    | Werder Bremen                       |
| 1978 | Blackburn Rovers                  | Feyenoord                           |
| 1979 | Ajax                              | Milan                               |
| 1980 | Everton                           | PSV Eindhoven                       |
| 1981 | NAC Breda                         | Seleção da Tchecoslováquia Sub-21   |
| 1982 | Everton                           | Groningen                           |
| 1983 | Seleção da Tchecoslováquia Sub-21 | Seleção da Neerlandesa Sub-21       |
| 1984 | Ajax                              | Seleção da Tchecoslováquia Sub-21   |
| 1985 | Seleção da Tchecoslováquia Sub-21 | Seleção da Alemanha Oriental Sub-21 |
| 1986 | Groningen                         | Seleção da Alemanha Oriental Sub-21 |
| 1987 | Nottingham Forest                 | Ajax                                |
| 1988 | Nottingham Forest                 | PSV Eindhoven                       |
| 1989 | PSV Eindhoven                     | Malmö                               |
| 1990 | Seleção da União Soviética Sub-21 | Ajax                                |
| 1991 | PSV Eindhoven                     | Galatasaray                         |
| 1992 | Barcelona                         | PSV Eindhoven                       |
| 1993 | Feyenoord                         | Ajax                                |
| 1994 | Ajax                              | Groningen                           |
| 1995 | Sporting CP                       | Universidad Católica                |
| 1996 | Feyenoord                         | Sporting CP                         |
| 1997 | Benfica                           | Feyenoord                           |
| 1998 | Flamengo                          |                                     |
| 1999 | Ajax                              | Heerenveen                          |
| 2000 | Feyenoord                         | PSV Eindhoven                       |
| 2001 | Estrela Vermelha                  | Twente                              |
| 2002 | Newcastle United                  | Twente                              |
| 2003 | Boca Juniors                      | Partizan                            |
| 2004 | Boca Juniors                      | Feyenoord                           |
| 2005 | Chivas Guadalajara                | Boca Juniors                        |
| 2006 | Internacional                     | AZ Alkmaar                          |
| 2007 | Groningen                         | Slavia Praga                        |
| 2008 | Bayern München                    | Fenerbahçe                          |
| 2009 | Valencia                          | Heerenveen                          |
| 2010 | Groningen                         | Ajax                                |
| 2011 | Sporting CP                       | Groningen/Cambuur                   |
| 2012 | Groningen/Cambuur                 | Ajax Cape Town                      |

### Títulos por equipe
| Clube                             | País            | Títulos                     |
| --------------------------------- | --------------- | --------------------------- |
| Ajax                              | Países Baixos   | 4 (1979, 1984, 1994 e 1999) |
| Groningen                         | Países Baixos   | 4 (1986, 2007, 2010 e 2012) |
| Feyenoord                         | Países Baixos   | 3 (1993, 1996 e 2000)       |
| Boca Juniors                      | Argentina       | 2 (2003 e 2004)             |
| Sporting CP                       | Portugal        | 2 (1995 e 2011)             |
| Everton                           | Inglaterra      | 2 (1980 e 1982)             |
| Nottingham Forest                 | Inglaterra      | 2 (1987 e 1988)             |
| PSV Eindhoven                     | Países Baixos   | 2 (1989 e 1991)             |
| Seleção da Tchecoslováquia Sub-21 | Tchecoslováquia | 2 (1983 e 1985)             |
| Barcelona                         | Espanha         | 1 (1992)                    |
| Bayern München                    | Alemanha        | 1 (2008)                    |
| Benfica                           | Portugal        | 1 (1997)                    |
| Blackburn Rovers                  | Inglaterra      | 1 (1978)                    |
| Cambuur                           | Países Baixos   | 1 (2012)                    |
| Chivas Guadalajara                | México          | 1 (2005)                    |
| Crystal Palace                    | Inglaterra      | 1 (1977)                    |
| Estrela Vermelha                  | Sérvia          | 1 (2001)                    |
| Flamengo                          | Brasil          | 1 (1998)                    |
| Internacional                     | Brasil          | 1 (2006)                    |
| NAC Breda                         | Países Baixos   | 1 (1981)                    |
| Newcastle United                  | Inglaterra      | 1 (2002)                    |
| Seleção da União Soviética Sub-21 | União Soviética | 1 (1990)                    |
| Valencia                          | Espanha         | 1 (2009)                    |

### Títulos por país
| Estado          | Títulos |
| --------------- | ------- |
| Países Baixos   | 15      |
| Inglaterra      | 7       |
| Portugal        | 3       |
| Argentina       | 2       |
| Brasil          | 2       |
| Espanha         | 2       |
| Tchecoslováquia | 2       |
| Alemanha        | 1       |
| México          | 1       |
| Sérvia          | 1       |
| União Soviética | 1       |